# Il giovane Hitler
Il giovane Hitler (Hitler: The Rise of Evil) è una miniserie televisiva canadese del 2003 diretta da Christian Duguay.
Suddivisa in due puntate, narra la vita di Adolf Hitler fino a metà degli anni '30, con particolare riferimento alle vicende successive alla prima guerra mondiale. La miniserie andò in onda in prima tv nel settembre 2004 su Rete 4 e non fu più riedita al pubblico televisivo fino al 2018, quando venne trasmessa il 24 e 25 gennaio in orario pomeridiano.
Nell'estate 2023 la miniserie è stata nuovamente trasmessa in chiaro su LA7.

## Trama
Adolf Hitler, figlio di Alois Hitler, vive un'infanzia molto complessa caratterizzata da un rapporto conflittuale con il padre e un attaccamento molto forte per la madre. Dopo la morte del padre decide di partire in cerca di fortuna ma l'unica fortuna che troverà sarà la scarsa eredità del padre consegnatagli dalla sorella prima di lasciare l'Austria per trasferirsi a Monaco di Baviera.
Prende parte alla prima guerra mondiale dove si guadagna la Croce di Ferro e la promozione a caporale; temporaneamente accecato da un attacco a base di gas mostarda (iprite), viene ricoverato all'ospedale militare dove, l'11 novembre 1918, apprende la notizia della resa incondizionata della Germania con profonda rabbia. Congedato e rimasto senza lavoro, viene ingaggiato come informatore poliziesco a proposito della miriade di partiti politici nati dal collasso dell'Impero tedesco.
Dopo aver partecipato con questo ruolo ad alcune sessioni del Partito Tedesco dei Lavoratori (la cui sede era una semplice birreria), decide di iscrivercisi; a seguito di alcune brillanti esperienze come oratore, ne diverrà addirittura il leader e otterrà di cambiare il nome del partito in Partito Nazionalsocialista Tedesco dei Lavoratori. Viene imprigionato dopo il fallito putsch di Monaco del 1923; durante il periodo di detenzione, assistito dal suo fedelissimo braccio destro Rudolf Hess, si dedica alla stesura del Mein Kampf (la mia battaglia). Inizia così la sua ascesa al potere.
Su consiglio dell'imprenditore Ernst Hanfstaengl, che gli consiglia di trovare emblemi facilmente riconoscibili al fine di diffondere con efficacia la sua immagine, Hitler adotta il look dei baffetti rasati alle estremità delle labbra e dota il partito di un manifesto e di una bandiera. Nel frattempo Hitler accoglie con sé la giovane nipote Geli, figlia della sorellastra Angela: Geli, sottoposta dal futuro Führer ad una rigida custodia, a pratiche voluttuarie di dubbia liceità e a stress insostenibili, alla fine si suiciderà con un colpo di pistola nel 1931; lo zio ne rimarrà fortemente scosso e conserverà di lei un ricordo paradigmatico.
Il giornalista Fritz Gerlich (ritratto anche nel suo profondo e complesso rapporto con l'affezionata moglie) tenta invano di fermare l'ascesa del partito attraverso articoli ed azioni culturali; avversato dalle milizie hitleriane, arriva a servirsi delle stesse tipografie usate dai nazisti assicurandosi così di non venire boicottato; ma alla fine, come tutti i dissidenti, verrà deportato a Dachau, ove morirà. Dopo varie vicissitudini politiche - minuziosamente descritte nella seconda puntata della fiction - l'anziano presidente del Reich, Paul von Hindenburg, viene costretto dalle circostanze a conferire legalmente ad Hitler la carica di Reichskanzler (cancelliere del Reich), ossia di capo del governo: è il 29 gennaio 1933.
Dopo la cosiddetta notte dei lunghi coltelli del luglio 1934 in cui il nuovo cancelliere farà uccidere il suo pericoloso ex-alleato nonché capo delle SA Ernst Röhm, e in seguito alla morte dell'ottantasettenne presidente Hindenburg, Hitler accorperà alla sua carica di cancelliere anche quella di presidente del Reich, conservando l'appellativo - che gli era divenuto consueto sin dagli esordi in politica - di Führer ("condottiero, guida", calco dell'italiano duce). Inizia così la storia del Terzo Reich.